# Davisov prolaz
Davisov prolaz (engleski: Davis Strait, francuski: Détroit de Davis) je morski prolaz te sjeverni rukavac Atlantskog oceana sjeverno od Labradorskog mora. Nalazi se između zapadnog dijela Grenlanda i Baffinovog otoka u kanadskom teritoriju Nunavutu. 
Nazvan je prema engleskom istraživaču Johnu Davisu koji ga je otkrio u potrazi za sjevernim prolazom između Atlantskog i Tihog oceana. Nastao je najvjerojatnije za vrijeme paleogena prije 45 do 62 milijuna godina. S prosječnom dubinom između 1000 i 2000 metara znatno je plići od obližnjeg Labradorskog mora na jugu. 
Od 1650-ih koristio se za kitolov. Prema američkim geološkim istraživanjima, oko 13% neotkrivenih nalazišta nafte i oko 30% nalazišta plina nalazi se u arktičkom području, posebice mora oko Grenlanda koja potencijalno mogu sadržavati velike količine prirodnog plina. Sukladno tome, vlasti Grenlanda ponudili su brojne off-shore koncesije za potencijalnu ekstrakciju ugljikovodika. Najviše ih se nalazi u Baffinovom zaljevu i Davisovom prolazu, te manji dio u Grenlandskom moru na istoku.

## Vanjske poveznice
|  | Zajednički poslužitelj ima još gradiva o temi Davisov prolaz |